# Hart (motortillverkare)
Hart och var en brittisk formel 1-motortillverkare som grundades av Brian Hart. Företaget var aktivt under 1980- och 1990-talen.

## Meriter
Harts främsta merit är Ayrton Sennas andraplacering i en Toleman-Hart i Monaco 1984. Hart tog sedan fyra tredjeplatser, vilka man tog i Storbritannien 1984, Portugal 1984, Stilla havet 1994 och Australien 1995.
| 1. Tyskland 1985 2. Belgien 1994 | 1. Nederländerna 1982 2. Monaco 1984 |